# Mi experiencia lesbiana con la soledad
Sabishisugite Rezu Fūzoku ni Ikimashita Repo (さびしすぎてレズ風俗に行きましたレポ?), conocida en español como Mi experiencia lesbiana con la soledad, es un manga autobiográfico escrito e ilustrado por Kabi Nagata. Fue publicado en el sitio web Pixiv y después relanzado en un solo volumen por la editorial East Press en junio de 2016. En diciembre de 2016 se publicó una secuela titulada My Solo Exchange Diary bajo la editorial Shōgakukan. La edición en inglés, publicada por la editorial Seven Seas Entertainment ganó el Premio Harvey en 2018. La edición española, publicada por Fandogamia Editorial, ganó el Premio a Mejor Manga Josei del Salón del Manga de Barcelona en 2018.

## Argumento
Es una historia autobiográfica de la mangaka Kabi Nagata, una joven japonesa que sufre con varios problemas como depresión, ansiedad, sufrimiento y conductas maladaptativas. Además explica su propia sexualidad, como intento de madurar y buscar ser mejor persona. Relata sus malos días cuando sufre de dolores crónicos y constante cansancio, y días donde reflexiona y busca ayudar a sus lectores a conocer su sufrimiento, con la intención de que no caigan en esos problemas. Conforme avanza la historia, Nagata explica su condición actual, originada al terminar la preparatoria, punto donde se encontró con la pregunta ¿qué debo hacer en mi vida? En la experiencia sobre su sexualidad, relata que no tuvo una adecuada figura materna y explica que una adecuada educación sexual desde pequeños debe ser importante para tener una buena salud mental, emocional y sexual. Su encuentro con una escort para satisfacer sus deseos, resulta en una experiencia incómoda, pero concluye que el deseo sexual no es algo para avergonzarse, es parte de la identidad humana y se aprende de esas experiencias.

## Publicación
La historia fue escrita e ilustrada por Kabi Nagata, la autora ha mencionado que no titubeó a la hora de usar su vida privada como tema para su historia, sin embargo menciona que a la hora de hablar en persona con alguien, es un poco introvertida. Otro de los detalles en la producción de su obra es que realizaba anotaciones para evitar caer en sentimientos negativos. La historia fue publicada al principio en el sitio web para artistas Pixiv, donde llamó la atención de la editorial East Press, quienes republicaron el manga en un volumen, salió a la venta el 17 de junio de 2016, además se incluyó a la publicación material adicional. La editorial estadounidense Seven Seas Entertainment adquirió la licencia del manga y lo publicó en inglés el 6 de junio de 2017 en un solo volumen. En España, el cómic fue publicado por Fandogamia Editorial en febrero de 2018. La edición española contó con la traducción de Luis Alis, así como con una corrección de sensibilidad LGBT por parte de Haizea M. Zubieta.
Tiempo después, la autora creó una secuela de la historia, titulada Hitori Koukan Nikki, la cual fue publicada en diciembre de 2016 por la editorial Shōgakukan, y editada en España por Fandogamia Editorial como "Diario de Intercambio (conmigo misma)". En 2019 Nagata publicó su siguiente obra autobiográfica, titulada Genjitsu Touhi shitetara Boroboro ni natta Hanashi, que será publicada en España en abril de 2021 bajo el título Cómo me enfrenté a la realidad y acabé hecha un trapo. Su próxima obra, que tratará sobre su trastorno alimenticio, saldrá en Japón el 19 de febrero de 2021.

## Recepción y crítica
La editorial Takarajimasha recibió con buenas críticas el manga, pues ubicó la obra en el tercer lugar de la lista Kono Manga ga Sugoi! en 2017, ese mismo año ganó el premio al manga del año, otorgado por The Anime Awards de Crunchyroll. La revista Publishers Weekly y Amazon eligieron el manga como el mejor de 2017. La revista Teen Vogue incluyó al manga en la lista de mejores obras para celebrar el mes del orgullo LGBT de 2017 y en su reseña describió la historia como «emotiva y honesta». En 2018 ganó el Premio Harvey en la categoría de mejor manga. El diario japonés Fukui Shimbun comentó que «los pensamientos de la autora permanecen en la mente de los lectores al finalizar el manga». El sitio web de entretenimiento Natalie calificó la historia como «una disertación impresionante».